# RD-263
O RD-263 (ou 15D117) é um motor de foguete de combustível líquido desenvolvido na União Soviética na Energomash queimando  N2O4 e UDMH, em um ciclo de combustão em estágios. Quatro motores RD-263 agrupados, formam o módulo de propulsão RD-264 (ou 15D119). para o míssil R-36M. A KB Yuzhnoye só encomendou a propulsão para o primeiro estágio, argumentando que a Energomash, estava sobrecarregada com o desenvolvimento do RD-270. Em meados de abril de 1970, a Yuzhnoye recebia a documentação do motor. No final de 1972 a Energomash iniciou os testes de ignição do motor no seu próprio estande de testes. Em setembro de 1973 o motor estava certificado para voos. Apesar desse motor ter saído de linha, o míssil R-36 assim como o foguete Dnepr continuaram operacionais até ao menos 2015.
O RD-263 gera um empuxo de 1.040 kN, isp de  293 s, pressão na câmara de 20,6 MPa  com 2,15 m de comprimento e 1 m de diâmetro, pesa 870 kg.

## Versões
- RD-263 (ou 15D117): Versão inicial usada no primeiro estágio do R-36M e do R-36MUTTKh (15А14 and 15A18).[1][5]
- RD-268 (ou 15D168): Versão usada no primeiro estágio do MR-UR-100 (15А15) e do MR-UR-100UTTKh (15A16).[5][8][9][10]
- RD-273 (ou RD-263F): Versão melhorada baseada no projeto melhorado RD-263F, usada no primeiro estágio do R-36M2 (15A18M) e (15A18M2).[9][11][12][13]

## Módulos
- RD-264 (ou 15D119): Um módulo composto por quatro RD-263. Era o primeiro estágio do R-36M e do R-36MUTTKh (15А14 and 15A18).[5][2]
- RD-274: Um módulo composto por quatro RD-273. Era o primeiro estágio do R-36M2 (15A18M) (15A18M2).[9][13][14]